# Ritratto di Mario Varfogli
Ritratto di Mario Varfogli è un dipinto a olio su tela (116 x73 cm) realizzato nel 1919 dal pittore italiano Amedeo Modigliani.
Fa parte della collezione di Franz Meyer a Basilea. 